# Leigh Sports Village
Das Leigh Sports Village (deutsch Leigh-Sport-Dorf) ist ein Sportkomplex in der englischen Stadt Leigh der Grafschaft Greater Manchester, Vereinigtes Königreich. Im Mittelpunkt steht das Rugby- und Fußballstadion namens Leigh Sport Village Stadium. Es fasst 12.000 Besucher und ist die Heimspielstätte des Rugby-League-Clubs der Leigh Leopards. Zudem nutzen die U-23 von Manchester United sowie die Frauen des Manchester United W.F.C. das Stadion.

## Geschichte
Nach einer ersten Veranstaltung, am 14. Dezember 2008 ein Kinder-Rugby-Festival, wurden für die Premiere der damaligen Leigh Centurions (heute: Leigh Leopards) am 28. Dezember 2008 gegen die Salford Red Devils (6:26) 4775 Zuschauer im Leigh Sport Village Stadium zugelassen. Die Niederlage der Heimmannschaft sahen 4714 Besucher. Die offizielle Einweihung nahmen Königin Elisabeth II. und Gatte Philip, Duke of Edinburgh am 21. Mai 2009 vor. Jährlich besuchen über 1,1 Mio. Menschen den Komplex.
Neben dem Leigh Sport Village Stadium bieten sich Freizeit-, Einzelhandels-, Erholungs- und Bildungseinrichtungen des Wigan and Leigh Colleges. Auch ein Hotel mit 135 Zimmern gehört zum Komplex. Hinter dem Stadion liegt eine Leichtathletikanlage mit 400-m-Bahn inklusive überdachtem Sprintbereich, die der Leigh Harriers Amateur Athletics Club nutzt. Westlich des Stadions liegt der Morrisons-Supermarkt mit Café und Tankstelle. Das Leigh Indoor Sports Centre bietet u. a. ein 25-m-Schwimmbecken, eine Sporthalle und ein Fitnessstudio. In den Räumen des Stadions befindet sich die Kirche Sports Village Church. Im November 2013 fand eine Partie der Intergruppenspiele der Rugby-League-Weltmeisterschaft 2013 (Tonga gegen die Cookinseln 22:16) in Leigh statt. Im Juni 2014 trat der britische Sänger Elton John im mit 17.000 Besuchern ausverkauften Stadion auf. Bei der Rugby-League-Weltmeisterschaft 2021 sollen drei Spiele der WM im Leigh Sport Village Stadium ausgetragen werden. Das Stadion ist auch als eines von zehn Stadien der Fußball-Europameisterschaft der Frauen 2022 vorgesehen.

## Galerie

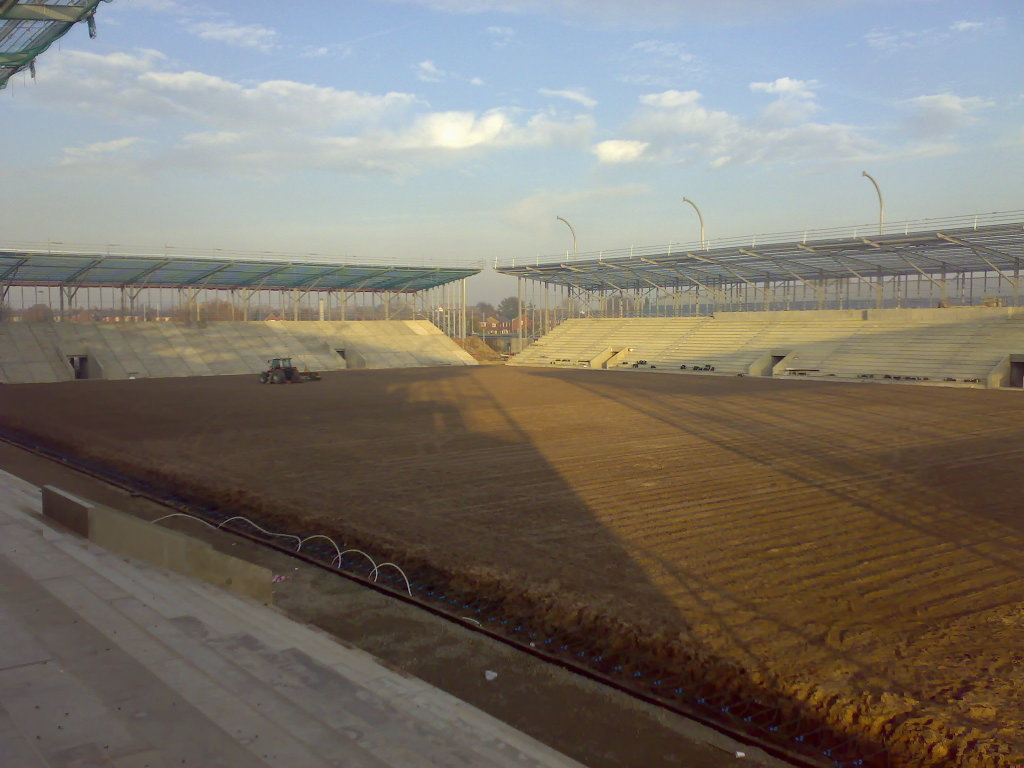
Das Stadion in der Bauphase (2008)
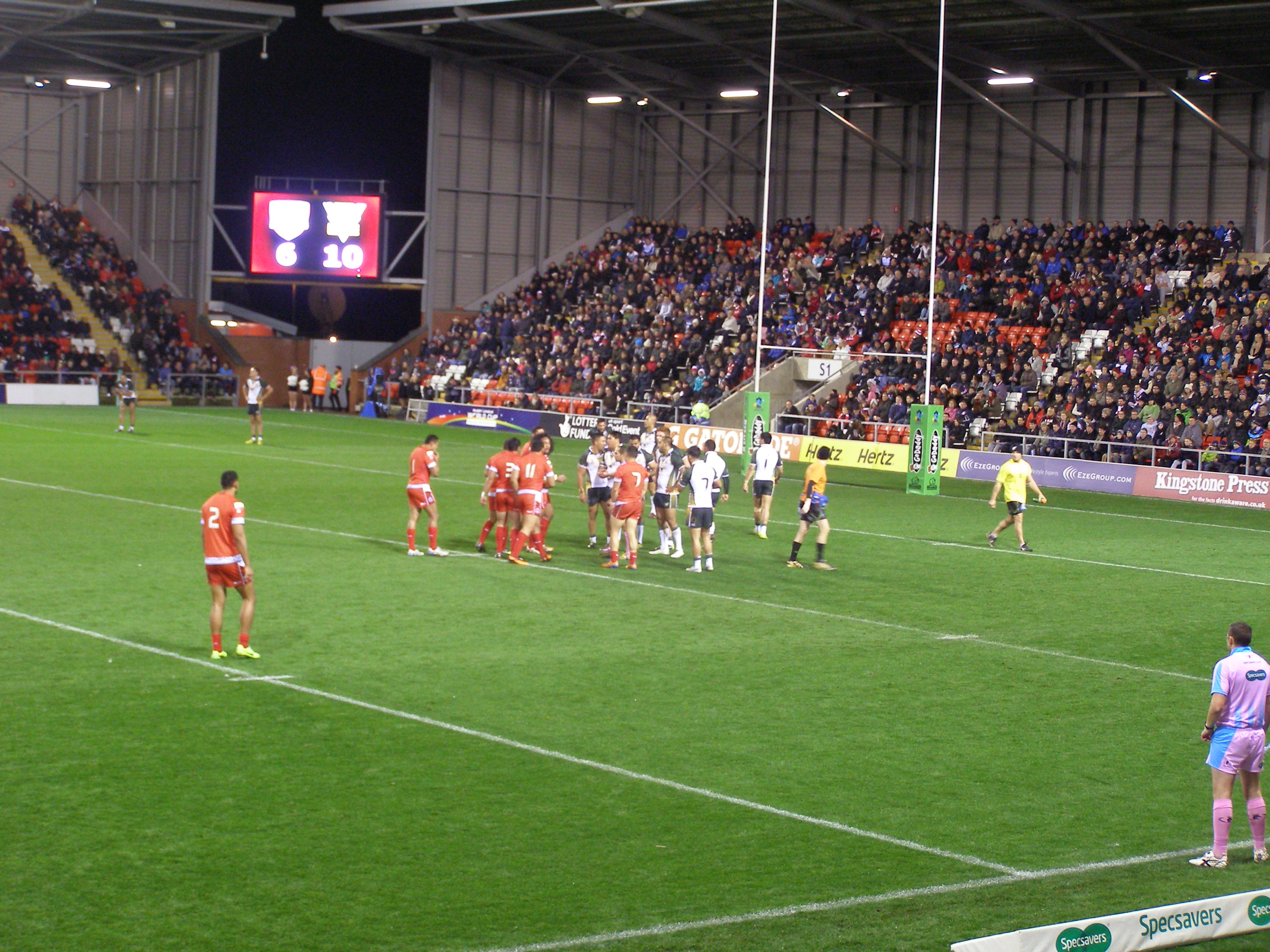
Spiel Tonga gegen die Cookinseln (22:16) bei der Rugby-League-Weltmeisterschaft 2013